# Johann Riederer
Johann Riederer (n. 30 decembrie 1957, Unterföhring, Bavaria, Germania) este un trăgător de tir ce a reprezentat Germania, medaliat olimpic. A participat la 2 ediții ale Jocurilor Olimpice (1988, 1992) în care a câștigat două medalii de bronz.